# Vímpel R-3
El Vímpel R-3 (també conegut com a Vímpel K-13 o amb la denominació OTAN  AA-2 Atoll) és un míssil aire-aire de curt abast soviètic. Va ser desenvolupat pel Buró de Construcció de Maquinària Vímpel NPO mitjançant enginyeria inversa d'un míssil AIM-9B americà.

## Operadors
Afganistan
 Algèria
 Angola
 Bolívia
 Bulgària
 República Popular de la Xina
 Cuba
 Alemanya de l'Est
 Egipte
 Finlàndia
 Indonèsia
 Índia
 Iraq
 Líbia
 Corea del Nord
 Polònia
 Romania
 Unió Soviètica
 Síria
 Vietnam
 Iemen